# Nemoria franciscae
Nemoria franciscae är en fjärilsart som beskrevs av Linda M. Pitkin 1993. Nemoria franciscae ingår i släktet Nemoria och familjen mätare. Inga underarter finns listade i Catalogue of Life.